# 永辉超市
永辉超市（上交所：601933）是一家中国大陆的连锁超市，農超對接參與企業，成立于1995年，总部设在福建福州。首家分店于1995年成立于福州市鼓楼区。截止至2024年12月3日，永辉超市的已开业门店数目达到1288家，經營面積801.76萬平方米，遍布全国29个省份及直辖市585個城市，主要品牌包括永輝超市，BravoYH精品超市，永輝生活，永輝倉儲，百佳永輝，按销售额为中国大陆第2大超级市场。

## 历史

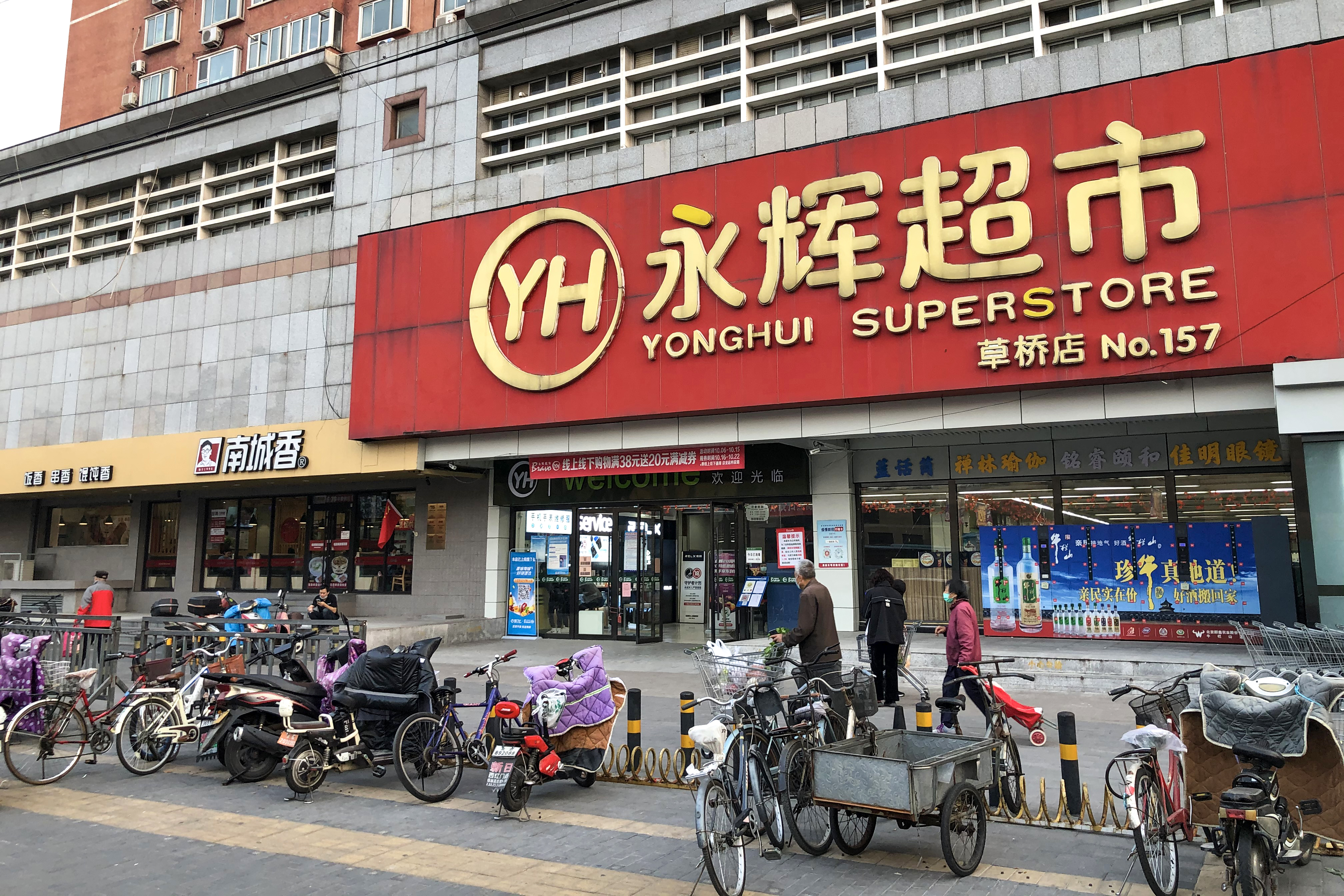
永辉超市北京草桥店

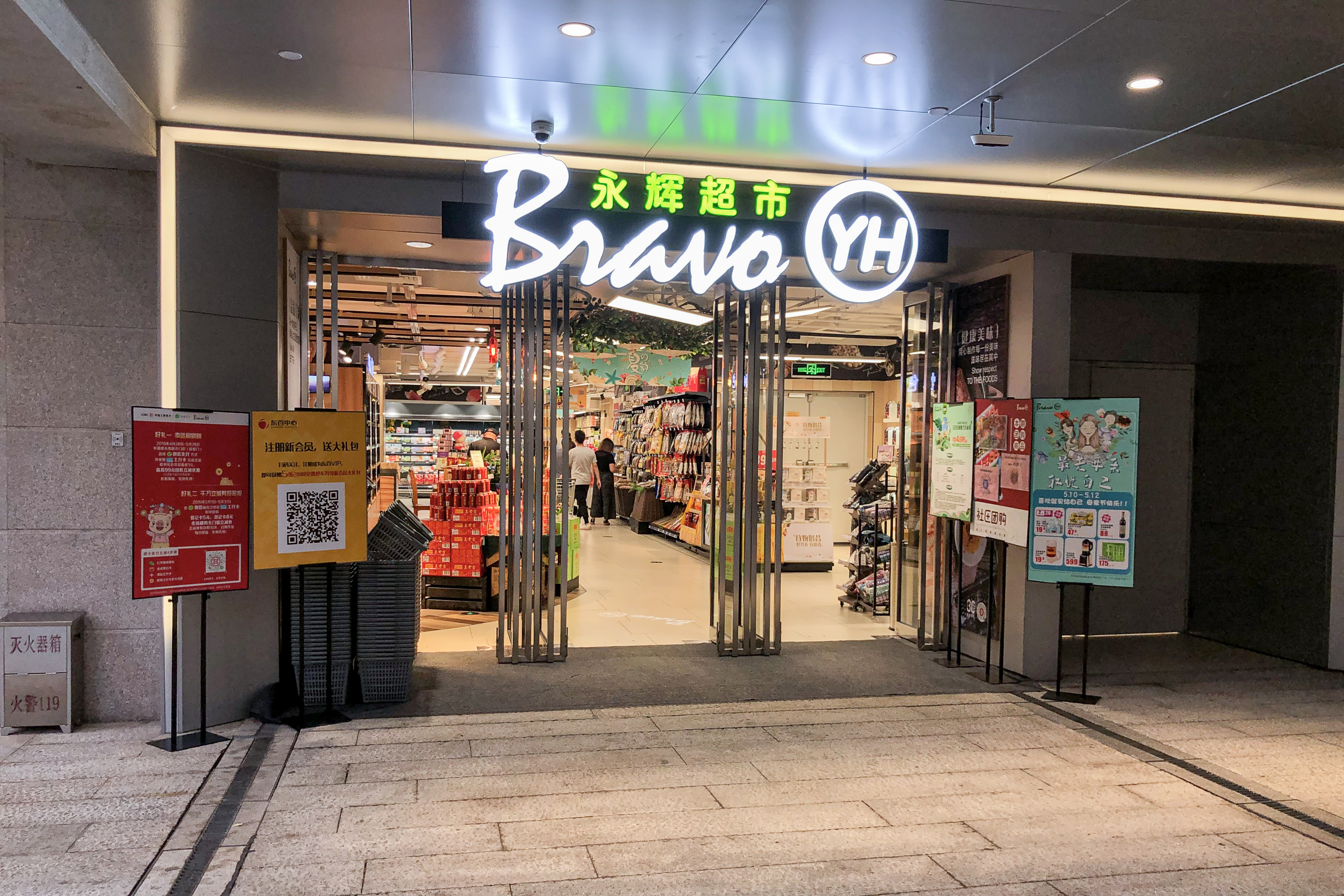
Bravo永辉福州东百中心店

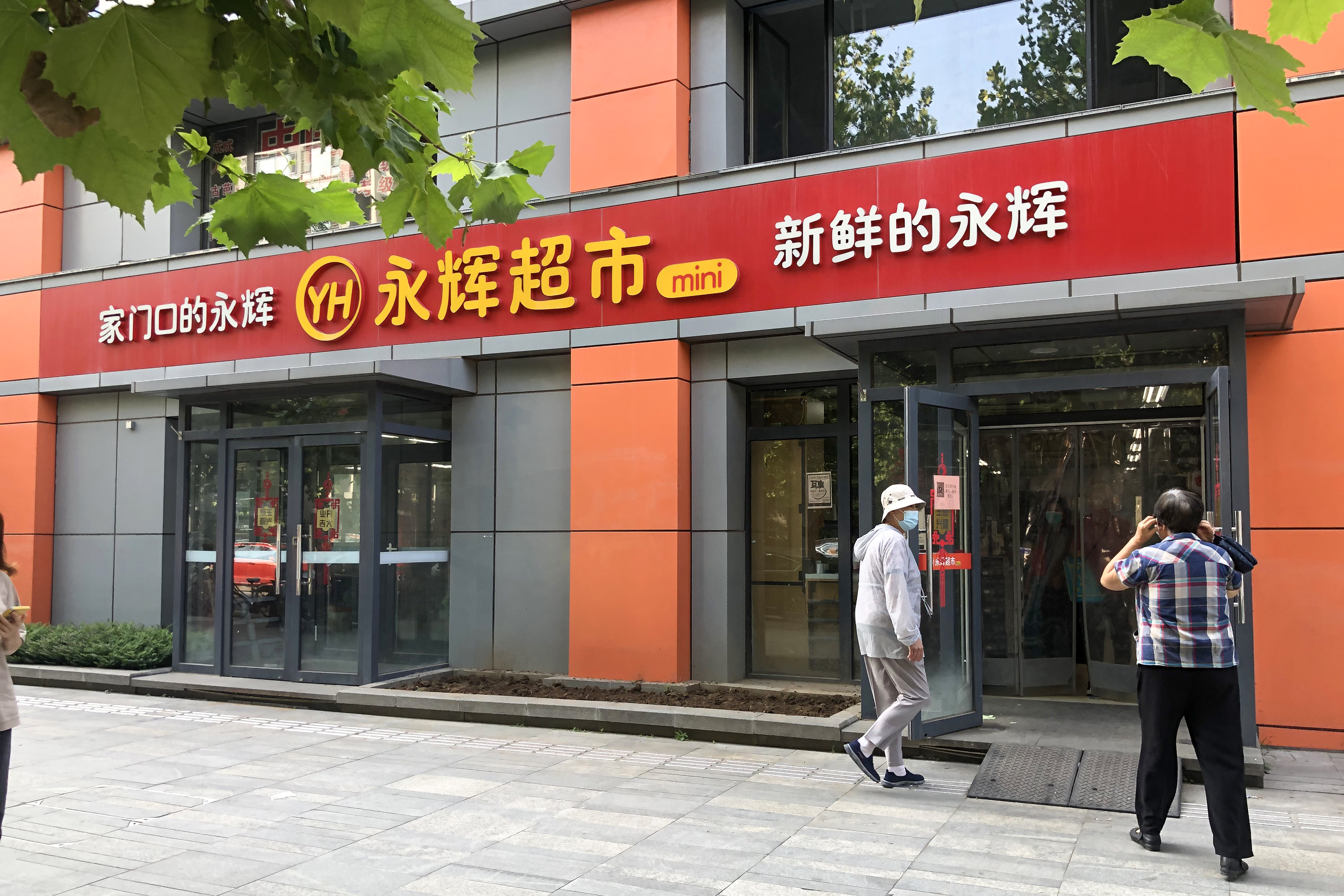
永辉Mini北京六里屯店

北京市通州区万达广场地下的一家永辉超市的收银台。

2014年7月30日，永辉超市宣布惟一外资发起人、原公司大股东民生超市已减持全部股份。至此,永辉超市正式结束了与民生超市的七年联姻。
同年，永輝超市向牛奶公司以每股7元配股8.13億股，佔完成後公司股本19.99%，發行完成後，牛奶公司將成為永輝超市第二大股東。
2015年4月8日，永輝超市以每股3.92元，收購聯華超市股東百青投資持有的2.37億股內資股，佔已發行股本的21.17%，成為聯華超市第二大股東。
2015年8月8日，永輝超市以每股8.93元人民幣向京東商城配股7.17億股，佔完成後公司股本10%，集資64.59億元人民幣。8月8日，牛奶公司以每股8.93元人民幣增持永輝超市1.43億股，交易總代價約為2.1億美元，配股完成後，牛奶公司持有永輝超市的權益將維持於19.99％。
2016年12月24日，永輝超市以每股4.01港元，9.5億港元出售聯華超市持有的2.37億股內資股，佔已發行股本的21.17%，給上海易果電子商務有限公司。
2016年12月24日，永輝超市全資子公司永輝控股聯合貝恩資本老鷹控股有限合夥斥資4.13億元收購全球最大的零售商服務企業達曼國際公司(Daymon Worldwide Inc.)100%股權，其中永輝控股出資1.65億美元（現金0.94億美元+境外銀行貸款+其他類債工具），持有40%股權。
2017年5月26日，永輝超市全資子公司福建永锦商贸有限公司持有的福州金融街APM广场正式开业，紧邻台江金融街万达广场，商业面积近8万㎡。
2017年7月永輝超市以5.6元人民幣入股福建省星源農牧科技股份有限公司（證券簡稱：星源農牧 證券代碼：835068）930萬股（約佔發行後總股本15%），同時將以同等價格現金受讓星源農牧控股股東潘禮明先生310萬股該公司股份（約佔發行後總股本5%）。同月，永輝集團透過二級市場購買股票的方式增持中百集團（深交所00759），增持後佔中百集團總股本25%。
2017年12月15日張軒松、張軒寧以每股8.81元（人民幣‧下同），分別轉讓2.31億股及2.48億股，（即合計4.79億股，占永輝超市總股本的5%）股份予騰訊，轉讓價分別為20.31億元和21.84億元，合共約42.15億人民幣（約49.75億港元）
2017年12月22日永輝超市以每股5.8元人民幣受讓紅旗連鎖實際控制人曹世如、股東曹曾俊所持有的紅旗連鎖股份共16320萬股（占其總股本12%），并授權簽署有關股份購買協議。上述交易總價為9.4656億人民幣。
2018年1月2日永輝超市再斥資7.1億人民幣向紅旗連鎖實際控制人曹世如、股東曹曾俊所持有的紅旗連鎖股份共1.22億股（占其總股本9%）永辉超市通過两次受讓股權，将合计持有红旗连锁2.86億股，占其總股本比例為21%。
2018年1月23日家樂福方面宣布，騰訊與永輝超市將對家樂福中國進行潛在投資，目前已與雙方針對家樂福中國進行潛在投資簽署了投資意向書，本項投資完成後，家樂福仍將是家樂福中國最大股東。
2018年3月23日永輝超市以每股6.86元，斥資5.38億人民幣向新余國通和冠聯國際購入國聯水產10%股份
2018年6月19日永輝超市分別斥資2.16億和6720萬元認購湘村股份1600萬股(約佔發行後總股本9.93%)和閩威實業1600萬股(約佔發行後總股本19.69%)
2018年10月24日永輝超市，百佳中國和騰訊簽署投資協議，並在中國境內設立一家中外合資經營企業。永輝超市將把全部持有的廣東永輝以及深圳永輝股權置入合資公司，出資價值6.223億人民幣，持有合資公司50%股權。百佳中國將把96.67%廣州百佳超級市場，江門百佳超級市場、東莞市國貿超級市場股權及現金1899萬元置入合資公司，出資價值5.016億元，持有合資公司40%股權。騰訊將以現金1.2488億元（或等值外幣）增資，合資公司股權比例為10%，永輝和屈臣氏集團將會分別把旗下廣東地區“Bravo永輝超市”業務、旗下中國“百佳超級市場”與中國“TASTE”品牌，共計70餘間門店注入“百佳永輝”新公司，未來所有店鋪均使用“百佳永輝”品牌。這也是怡和与长江和记实业在中国大陆零售業之再次合作。
2018年12月4日永輝超市以約3.94億人民幣轉讓永輝雲創科技有限公司20%股權予張軒寧，轉讓後，張軒寧持有永輝雲創股權由9.6%增至29.6%，成為永輝雲創第一大股東。永輝超市目前持有永輝雲創46.6%的股權，交易如果完成，永輝超市仍持有永輝雲創股權26.6%，為永輝雲創第二大股東。
2018年12月5日永輝超市以每股轉讓價52元，斥資35.31億元人民幣從大連一方集團手上購入其持有的萬達商業6791.02萬股，佔萬達商管總股本的1.5%。
2019年3月28日，中百集團公告永輝將增持中百，增持後永輝將佔不多於40%股權，成為中百集團的最大股東。2019年5月1日永輝超市以2.41675億人民幣購入廣州百佳有限公司96.67%股份。
2021年5月1日，永輝超市旗下首家倉儲店于福州開業，門店位於福州市倉山區福灣斗門海峽奧體商業中心，是由之前的門店升級改造而来。随后，全国多个省份除新开仓储店业态外，也陆续有红标永辉超市门店及永辉Bravo精品超市门店更改为仓储店业态重新营业。2021年以来，永辉超市、家家悦、步步高等传统商超，经营业绩多呈下降态势，利润、净利率等关键指标都出现了较大幅度的下滑。
2021年8月5日，永辉超市发布公告称，拟聘任李松为公司首席执行官（CEO）。
2024年5月，永辉超市与河南许昌胖东来公司达成合作，胖东来宣布对永辉超市提供部分帮扶。随后短短几个月，永辉超市在中国大陆境内的多个门店开始按照胖东来模式自主调整改造，增加了永辉及胖东来自有品牌产品和熟食等的销售比重，并且扩大了购物过道面积。此后，经过调改的永辉超市门店客流量和营业额大增。
2024年9月23日，名创优品宣布以63亿人民币价格从牛奶國際和京东集团手中收购29.4%的股权，成为其第一大股东。

## 外部連結
- 永辉集团网址 （页面存档备份，存于）